# Servië en Montenegro

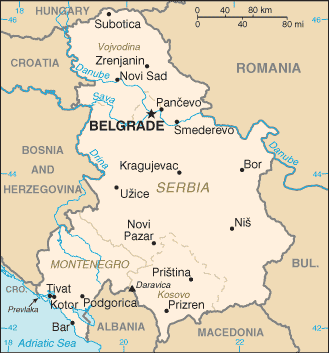
Kaart van Servië en Montenegro

Servië en Montenegro (Servisch/Montenegrijns: Државна Заједница Србија и Црна Гора, Državna Zajednica Srbija i Crna Gora, "Staatsunie van Servië en Montenegro") was een land in Europa dat tussen 2003 en 2006 bestond. Het grensde aan Bosnië en Herzegovina, Kroatië, Hongarije, Roemenië, Bulgarije, Noord-Macedonië, Albanië en de Adriatische Zee. Het land kwam voort uit de in 2003 ontbonden Federale Republiek Joegoslavië en vormde een confederatie bestaande uit Servië en Montenegro. Deze werd in 2006 beëindigd doordat Montenegro zich na een volksraadpleging onafhankelijk verklaarde.

## Geografie
Servië en Montenegro nam 102.350 km² in beslag en had een kustlijn van 199 km.

### Bestuurlijke indeling
- Servië (hoofdstad: Belgrado)
  - Vojvodina - autonome provincie (hoofdstad: Novi Sad)
  - Kosovo - autonome provincie (hoofdstad: Pristina)
- Montenegro (hoofdstad: Podgorica)

## Geschiedenis

### Opschorting en einde FRJ
Na het uit elkaar vallen van de Socialistische Federale Republiek Joegoslavië werd de resterende federatie van Servië en Montenegro in 1992 opnieuw samengesteld tot Federale Republiek Joegoslavië (FRJ), ook wel Klein-Joegoslavië genoemd. De Verenigde Naties en vele individuele staten (vooral de Verenigde Staten) hadden geweigerd om het land als de opvolger van het vroegere Joegoslavië te zien, hoewel zij het vormen van een staat goedkeurden. Dit was toe te schrijven aan de Joegoslavische oorlogen. De FRJ werd ook ontheven van een aantal internationale instellingen wegens zijn rol in de oorlogen. Het werd definitief weer toegelaten tot de Verenigde Naties in 2000 na verscheidene jaren van opschorting.

### Vorming Servië-Montenegro
In 2002 kwamen Servië en Montenegro met een nieuwe overeenkomst betreffende voortdurende samenwerking die, door een aantal veranderingen, het eind van de naam Joegoslavië betekende. Op 4 februari 2003 creëerde het federale parlement van Joegoslavië een gemenebest, Servië en Montenegro. De Montenegrijnen kregen van de Verenigde Naties de mogelijkheid om na drie jaar een volksraadpleging te houden om deze unie voort te zetten of te kiezen voor onafhankelijkheid.

### Onafhankelijkheidsreferendum
Op 21 mei 2006 werd in Montenegro een referendum gehouden waarin de bevolking kon kiezen of Montenegro een onafhankelijk land zou worden of dat het deel zou blijven uitmaken van de Servisch-Montenegrijnse confederatie. De Verenigde Naties hadden bepaald dat de keuze breed onder de bevolking gedragen moest zijn, en dat daarom minstens 55% van de bevolking vóór moest stemmen bij een opkomst van minstens 50%. Uiteindelijk stemde 55,5% van de Montenegrijnen vóór onafhankelijkheid met een opkomst van 86,49%.

### Uittreding Montenegro
Het Montenegrijnse parlement moest binnen vijftien dagen na het bekendmaken van de uitslag een wet aannemen die de uitslag respecteerde en binnen zestig dagen naar de uitslag handelen. Op 2 juni 2006 meldden Montenegrijnse media echter dat het parlement al op 3 juni de onafhankelijkheid zou uitroepen. Dit gebeurde inderdaad op 3 juni om 20.00 uur en Montenegro werd daarmee de 193e soevereine staat op de wereld. De confederatie Servië en Montenegro hield daarmee op te bestaan. Servië is internationaalrechtelijk de opvolgerstaat, dat wil zeggen dat alle met de confederatie gesloten verdragen naar Servië overgingen. Servië nam daarmee onder meer de ambassades en de zetel bij de Verenigde Naties over.

## Demografie
Servië en Montenegro had een grotere variatie van bevolking dan de meeste andere Europese landen. De drie grootste etnische groepen waren de Serviërs (62,3%), Albanezen (meestal Ghegs) (16,6%) en Montenegrijnen (5%), volgens de telling van 1991. Het land kende ook een aanzienlijke bevolking van Hongaren, Roma, Bulgaren, Macedoniërs, Roemenen en andere Oost-Romaanse volkeren (waaronder Aroemenen, Megleno-Roemenen en Vlachen), en een tal van andere Slavische volkeren: Bosniakken, Kroaten, Bunjevci, Šokci, Gorani, Janjevci, Rusins, Slowaken, Slavische Moslims en Joegoslaven. In Kosovo had het land verder Turkse volkeren (meestal Gagaoezen en Seljukken). Ook waren er een aantal burgers die hun nationaliteit als Egyptisch en Ashkali beschouwen. Deze twee werden eerder beschouwd als deel van Roma die van overtuiging zijn dat zij uit huidig Egypte en Israël komen. Het grootste deel van de diversiteit van etnische groepen leefde in de regio's Kosovo en Vojvodina, waar vooral de kleinere aantallen van andere minderheidsgroepen konden worden gevonden. Kosovaarse Albanezen waren er veel in Kosovo, maar hebben ook kleine bevolkingsaantallen in de steden Preševo en Bujanovac in Centraal Servië, en in het zuidoosten van Montenegro (stad Ulcinj). De vele Bosniakken leefden in het gebied Sandžak op de grens tussen Servië en Montenegro.
Totale bevolking van Servië en Montenegro: 10.019.657
- Servië (totaal): 9.396.411
  - Vojvodina: 2.116.725
  - Centraal Servië: 5.479.686
  - Kosovo: 1.800.000
- Montenegro: 623.246

- Grote steden (meer dan 100.000 inwoners) - Gegevens uit 2002 (gegevens Podgorica uit 2003):
  - Beograd (Belgrado): 1.280.639 (agglomeratie 1.574.050)
  - Novi Sad: 215.600 (agglomeratie 298.139)
  - Pristina: 200.000 (schatting uit 2002)
  - Niš: 173.390 (agglomeratie 234.863)
  - Kragujevac: 145.890 (agglomeratie 175.182)
  - Podgorica: 139.500 (agglomeratie 169.000)
  - Prizren: 121.000 (schatting uit 2002)
  - Subotica: 99.471 (agglomeratie 147.758)